# Julie Delpy
Julie Delpy (Parigi, 21 dicembre 1969) è un'attrice, regista e sceneggiatrice francese con cittadinanza statunitense.
È stata candidata due volte all'Oscar per la miglior sceneggiatura non originale, nel 2005 per Before Sunset - Prima del tramonto e nel 2014 per Before Midnight.

## Biografia
Figlia di Albert Delpy e Marie Pillet, anch'essi attori, ha recitato in pellicole quali I tre moschettieri (1993), Broken Flowers (2005) con Bill Murray, la nota trilogia dei colori del regista Krzysztof Kieślowski composta da Tre colori - Film blu, Tre colori - Film bianco (del quale è co-protagonista) e Tre colori - Film rosso e la trilogia di genere sentimentale del regista Richard Linklater composta da Prima dell'alba, Before Sunset - Prima del tramonto e Before Midnight (al fianco di Ethan Hawke e negli ultimi due capitoli anche scritta dai due attori assieme al regista). Nel 2002 ha esordito alla regia con Looking for Jimmy, seguito nel 2007 da 2 giorni a Parigi, in cui è anche protagonista. È anche un'apprezzata cantante, tanto da avere inciso nel 2003 un disco che porta il suo stesso nome.

## Vita privata
Bilingue naturalizzata statunitense dal 2001, dal 2007 al 2012 ha avuto una relazione con il compositore tedesco Marc Streitenfeld, da cui ha avuto un figlio, Leo, nato nel gennaio 2009. Dal 2015 è sposata con il produttore cinematografico Dimitris Birbilis.

## Filmografia

### Attrice

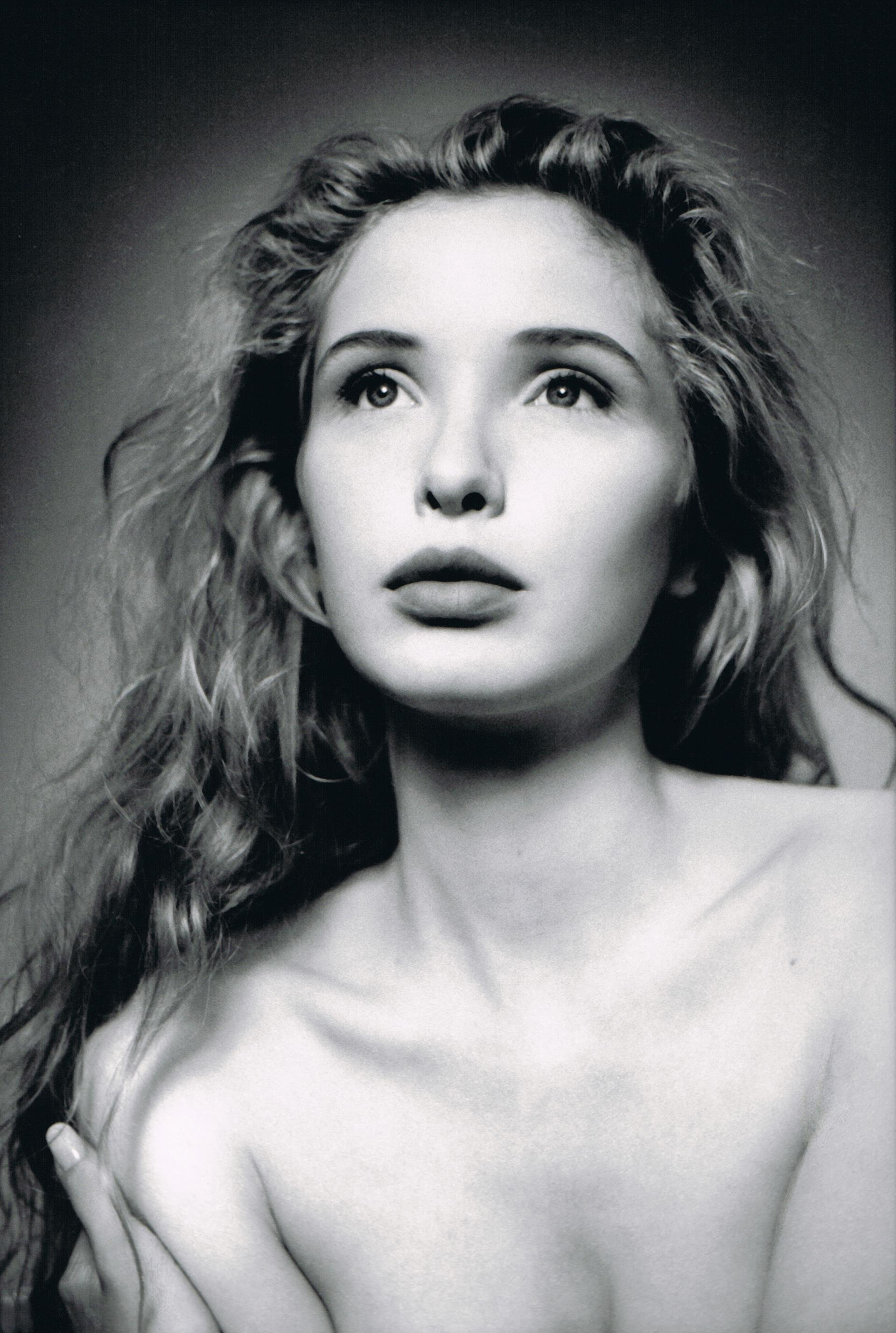
Un ritratto artistico di Julie Delpy del 1991

#### Cinema
- Guerres civiles en France, regia di François Barat - episodio "La semaine sanglante" (1978)
- Detective, regia di Jean-Luc Godard (1985)
- L'amour ou presque, regia di Patrice Gautier (1985)
- Rosso sangue (Mauvais sang), regia di Leos Carax (1986)
- Quarto comandamento (La Passion Béatrice), regia di Bertrand Tavernier (1987)
- King Lear, regia di Jean-Luc Godard (1987)
- L'autre nuit, regia di Jean-Pierre Limosin (1988)
- La notte oscura (La noche oscura), regia di Carlos Saura (1989)
- Europa Europa, regia di Agnieszka Holland (1990)
- Passioni violente (Homo Faber), regia di Volker Schlöndorff (1991)
- Warszawa. Année 5703, regia di Janusz Kijowski (1992)
- Tre colori - Film blu (Trois couleurs: Bleu), regia di Krzysztof Kieślowski (1993) - cameo
- I tre moschettieri (The Three Musketeers), regia di Stephen Herek (1993)
- Younger and Younger, regia di Percy Adlon (1993)
- Tre colori - Film bianco (Trois couleurs: Blanc), regia di Krzysztof Kieslowski (1994)
- Tre colori - Film rosso (Trois couleurs: Rouge), regia di Krzysztof Kieslowski (1994)
- Killing Zoe, regia di Roger Avary (1994)
- Prima dell'alba (Before Sunrise), regia di Richard Linklater (1995)
- Tykho Moon, regia di Enki Bilal (1996)
- Les mille merveilles de l'univers, regia di Jean-Michel Roux (1997)
- Un lupo mannaro americano a Parigi (An American Werewolf in Paris), regia di Anthony Waller (1997)
- Los Angeles senza meta (L.A. Without a Map), regia di Mika Kaurismäki (1998)
- The Treat, regia di Jonathan Gems (1998)
- The Passion of Ayn Rand, regia di Christopher Menaul (1999)
- Gonne al bivio (But I'm a Cheerleader), regia di Jamie Babbit (1999)
- Sand, regia di Matt Palmieri (2000)
- Sesso ed altre indagini (Investigating Sex), regia di Alan Rudolph (2001)
- MacArthur Park, regia di Billy Wirth (2001)
- Waking Life, regia di Richard Linklater (2001)
- Beginner's Luck, regia di James Callis e Nick Cohen (2001)
- Villa des roses, regia di Frank Van Passel (2002)
- Looking for Jimmy, di Julie Delpy (2002)
- Before Sunset - Prima del tramonto (Before Sunset), regia di Richard Linklater (2004)
- Broken Flowers, regia di Jim Jarmusch (2005)
- 3 & 3, regia di Savina Dellicour, Phil Dornfeld, George Gargurevich, Ravi Kumar e Benjamin Ross (2005)
- The Legend of Lucy Keyes, regia di John Stimpson (2006)
- L'imbroglio - The Hoax (The Hoax), regia di Lasse Hallström (2006)
- 2 giorni a Parigi (2 Days in Paris), regia di Julie Delpy (2007)
- The Air I Breathe, regia di Jieho Lee (2007)
- La contessa (The Countess), regia di Julie Delpy (2009)
- Le Skylab, regia di Julie Delpy (2011)
- 2 giorni a New York (2 Days in New York), regia di Julie Delpy (2012)
- Before Midnight, regia di Richard Linklater (2013)
- Avengers: Age of Ultron, regia di Joss Whedon (2015)
- Lolo - Giù le mani da mia madre (Lolo), regia di Julie Delpy (2015)
- Wiener-Dog, regia di Todd Solondz (2016)
- The Lesson, regia di Alice Troughton (2023)

#### Televisione
- Delitto e castigo (Crime and Punishment) - film TV, regia di Joseph Sargent (1998)
- True Love, regia di Michael Lembeck – film TV (1999)
- E.R. - Medici in prima linea (ER) – serie TV, 7 episodi (2001)
- Frankenstein, regia di Kevin Connor – miniserie TV (2004)
- On the Verge - Al limite (On the Verge) – serie TV, 12 episodi (2021)
- Hostage, regia di Isabelle Sieb e Amy Neil – miniserie TV (2025)

#### Cortometraggi
- Niveau moins trois, regia di Geoffroy Larcher (1982)
- Classique, regia di Christian Vincent (1985)
- Les dents de ma mère, regia di Jean-Christophe Bouvet (1991)
- Blah Blah Blah, regia di Julie Delpy (1995)
- CinéMagique, regia di Jerry Rees (2002)
- Notting Hill Anxiety Festival, regia di Ravi Kumar (2003)

### Regista
- Blah Blah Blah – cortometraggio (1995)
- Looking for Jimmy (2002)
- J'ai peur, j'ai mal, je meurs – cortometraggio (2004)
- 2 giorni a Parigi (2 Days in Paris) (2007)
- La contessa (2009)
- Le Skylab (2011)
- 2 giorni a New York (2 Days in New York) (2012)
- Lolo - Giù le mani da mia madre (Lolo) (2015)
- My Zoe (2019)
- On The Verge - Al limite (On The Verge) – serie TV (2021)

## Doppiatrici italiane
Nelle versioni in italiano delle opere in cui ha recitato, Julie Delpy è stata doppiata da:
- Ilaria Stagni in Rosso sangue, Europa Europa, Prima dell'alba
- Claudia Razzi in Un lupo mannaro americano a Parigi, Frankenstein
- Georgia Lepore in Before Sunset - Prima del tramonto, Before Midnight
- Alessandra Karpoff in 2 giorni a New York, Lolo - Giù le mani da mia madre
- Ilaria Latini in Killing Zoe
- Laura Latini in Sesso ed altre indagini
- Pascale Reynaud in 2 giorni a Parigi
- Roberta Greganti in La contessa
- Chiara Colizzi in L'imbroglio - The Hoax
- Barbara De Bortoli in Broken Flowers
- Cristina Giachero in I tre moschettieri
- Giò Giò Rapattoni in Waking Life
- Stella Gasparri in Avengers: Age of Ultron
- Eleonora De Angelis in Wiener-Dog

## Discografia
- 2003 – Julie Delpy